# Laurenz Mefferdatis

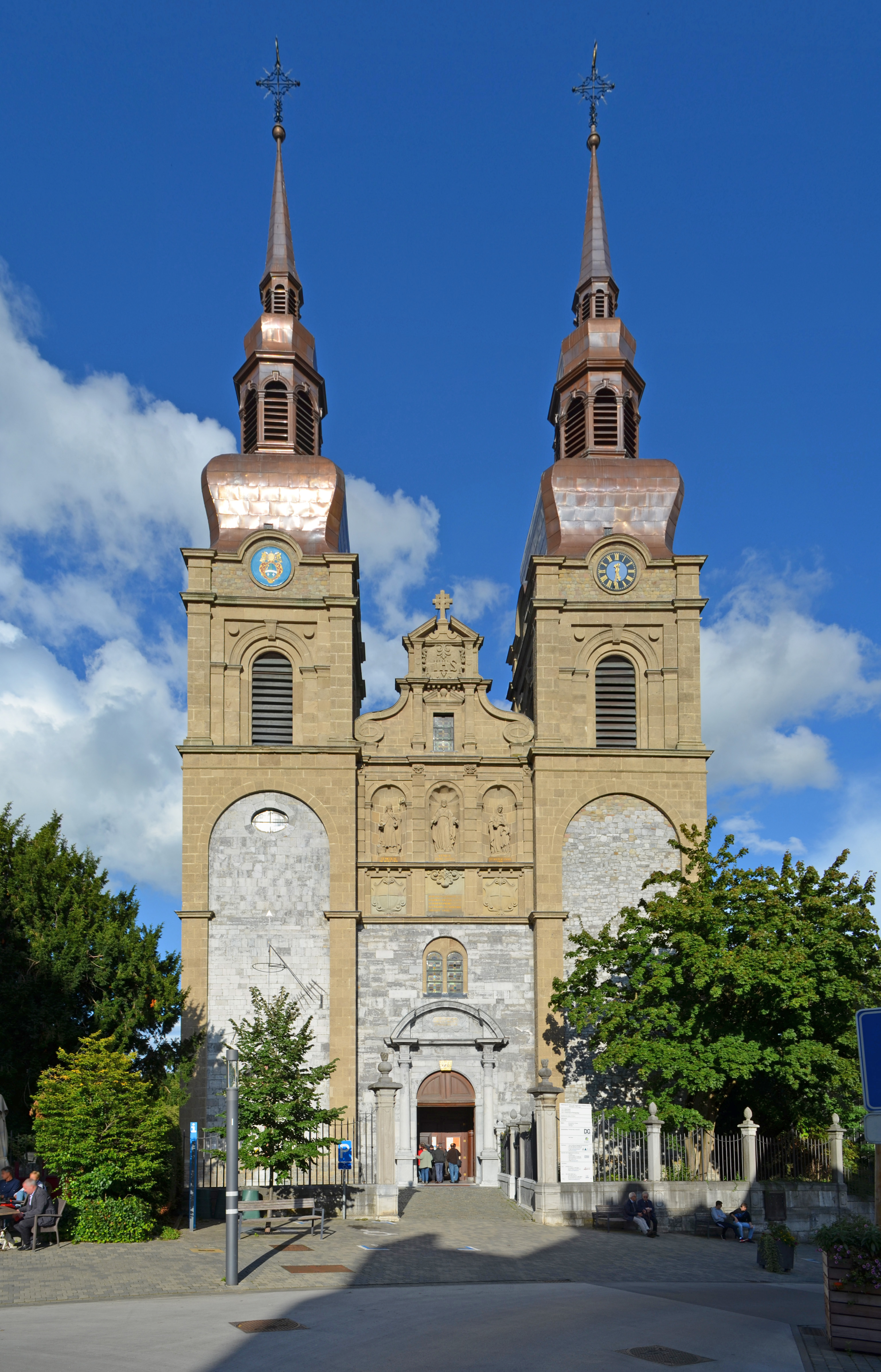
St.-Nikolaus-Kirche in Eupen

Laurenz Mefferdatis (* 2. September 1677 in Aachen; † 20. September 1748 ebenda) war ein deutscher Baumeister des Barocks, der vor allem in Aachen und Umgebung tätig war.

## Leben und Werk
Laurenz Mefferdatis wurde in eine Periode des Wiederaufbaus der 1656 durch einen Stadtbrand völlig zerstörten Stadt Aachen als Sohn des Steinmetzes Stephan Mefferdatis hinein geboren. Er erlernte den väterlichen Beruf und ging auch beim Vater vier Jahre in die Lehre. Nach dem Tod des Vaters 1699 gab der Stadtrat Mefferdatis’ Bitte, ihn als Ratssteinmetz zu beschäftigen, unter Auflagen nach. Er führte sowohl Arbeiten für den Rat der Stadt als auch für private Auftraggeber aus. Von 1710 bis 1744 war er als erster namentlich bekannter Stadtbaumeister in Aachen tätig. Bereits in jungen Jahren wurde er mit komplexen Arbeiten wie der Erneuerung des Gewölbes der Nikolauskirche und dem Aufmaß der Badehäuser am Büchel sowie dem Umbau der Badegewölbe des Krebsbades in Burtscheid betraut. 1711 heiratete Mefferdatis Maria Catarina Preuten, mit der er sieben Kinder hatte. Neben seiner Tätigkeit als Steinmetz war Mefferdatis auch als Gutachter, Planer und Bauunternehmer tätig. Charakteristisches Merkmal der Architektur Mefferdatis’ war die Ausbildung der Fenstergewände mit Keilsteinsturz. Bis kurz vor seinem Lebensende 1748 war Mefferdatis mit der Ausführung von Bauaufträgen beschäftigt.

## Werk

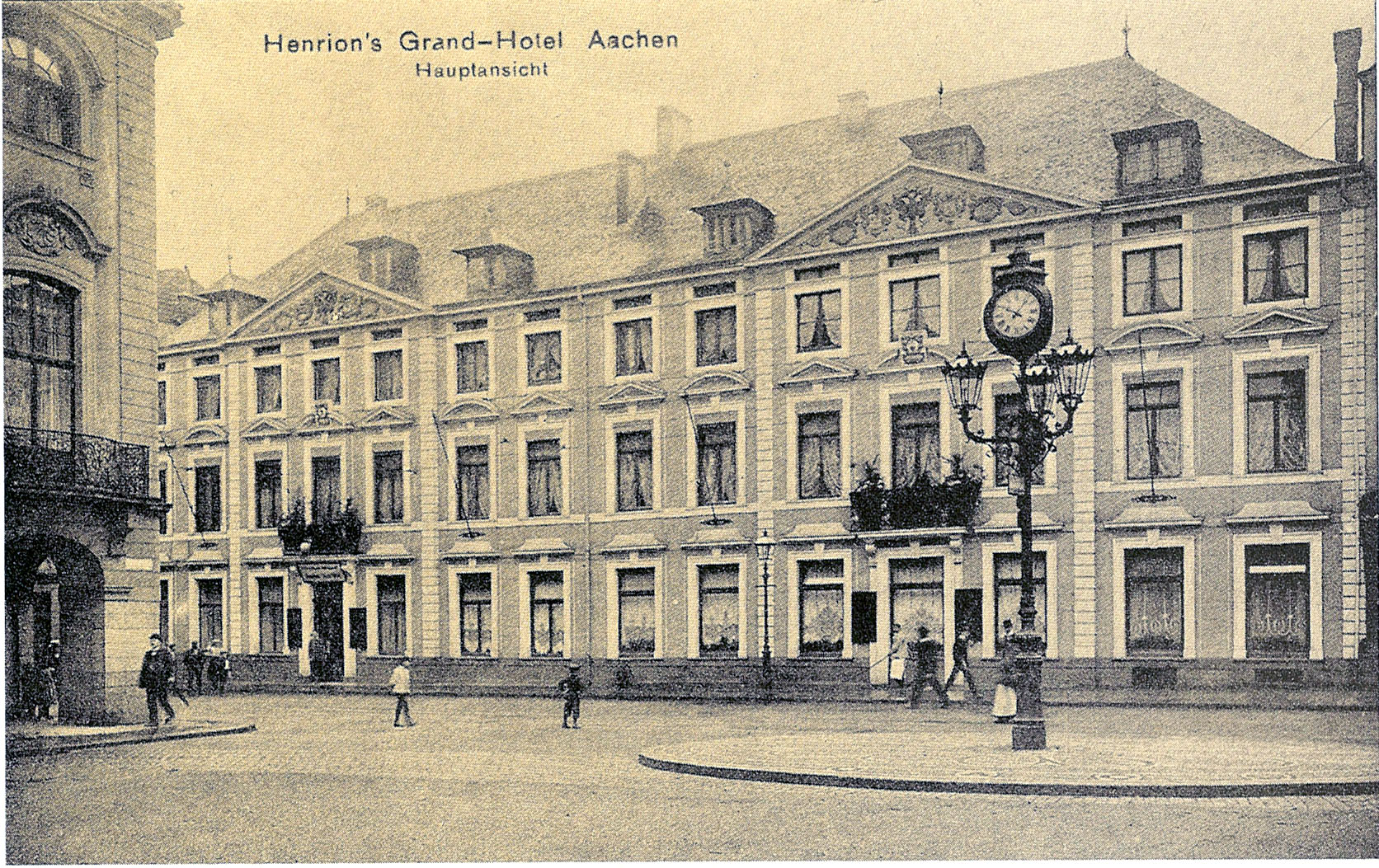
Das 1722 errichtete „Herrenbad“, Zustand 1911: Grand Hotel Corneliusbad

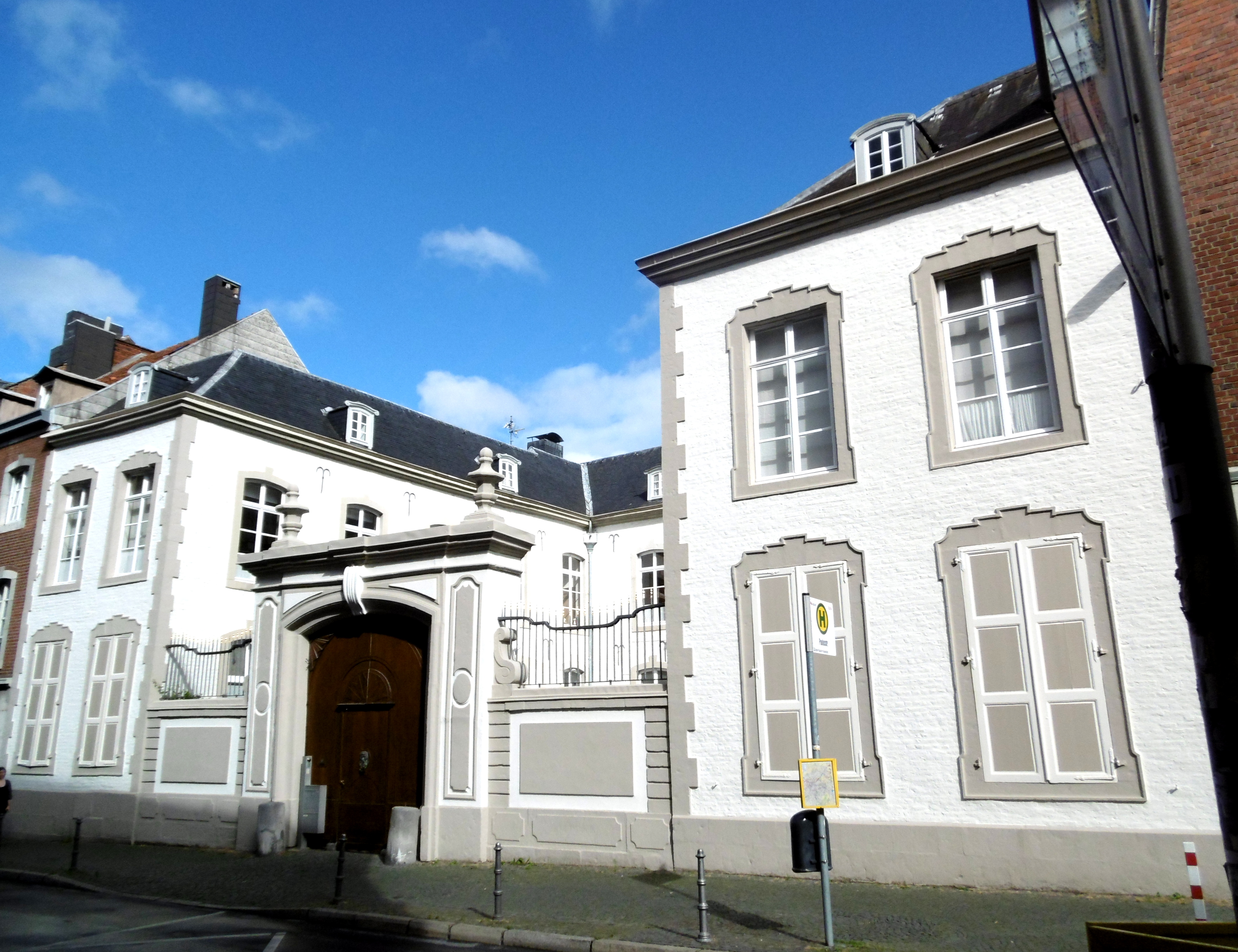
Das Wylre’sche Haus in der Jakobstraße in Aachen mit einem abgeschlossenen Cour d’Honneur

Während des Zweiten Weltkrieges wurde ein Großteil der Bauwerke in Aachen, die Mefferdatis zugeschrieben werden, zerstört. Zu den größten Verlusten zählen das Cornelius- und Karlsbad (später Grand-Hotel Corneliusbad), genannt „Herrenbad“, in der Komphausbadstraße 16–18, das Haus „Papagei“ in der Jakobstraße 23, das Haus „Pelikan“ in der Hauptstraße 64 sowie die Hofanlagen „Theodor von Oliva“ am Seilgraben 32 und „Gräfin von Gollstein“ in der Jesuitenstraße 7. An zahlreichen Bauwerken – darunter am „Drimbornshof“ in Dürwiß, im „Schloss Schönau“ in Richterich, am „Londoner Hof“ in der Kleinkölnstraße 18 sowie am „Haus Königsstein“ in der Königstraße 22 in Aachen – ging beim Wiederaufbau und bei Renovierungsarbeiten auch nach dem Zweiten Weltkrieg ein großer Teil an Originalbausubstanz verloren.
In Eupen (siehe dazu Liste der Kulturdenkmale in Eupen) und in der Umgebung von Aachen stehen noch mehrere bemerkenswerte Bauten aus Mefferdatis’ Schaffen.

### Erhaltene Bauten
- 1705 Lombardsaal in Aachen, Pontstraße 53 (nach 1945 wieder aufgebaut)
- 1705 Rosenkranzportal von St. Paul in Aachen
- 1706 Rekonstruktion des Gewölbes in St. Nikolaus in Aachen
- 1713 und 1739 Londoner Hof in Aachen, Kleinkölnstraße 18 (im Zweiten Weltkrieg schwer beschädigt, Erdgeschoss-Fassade erhalten)
- 1714 und 1748/1749 Kirche St. Peter in Aachen (Backsteinbau), Grundsteinlegung 18. Juni 1714
- 1716/1717 Pastorei der Hervormde Kerk in Vaals
- 1717 Haus zum doppelten Anker, Vaals (NL), Mefferdatis zugeschrieben
- 1717 Umbau von Schloss Neuburg (Limburg) bei Gulpen-Wittem (NL), Neubau eines Gartenhauses
- 1719–1723 Pfarrkirche St. Nikolaus in Raeren (B)
- 1721–1726 Kirche St. Nikolaus in Eupen (B)[2]
- 1722–1725: Kirche St. Sebastian in Würselen bei Aachen (im Stil der Barockgotik)
- 1724 Haus Rehrmann-Fey in Eupen (B), Kaperberg 2–4 (heute Pater-Damian-Sekundarschule und Staatsarchiv)
- 1725 Wylre’scher Hof (Haus Heusch) in Aachen, Jakobstraße 35, Mefferdatis zugeschrieben
- 1728 Hoeve Wijnhuis in Partij (NL), Mefferdatis zugeschrieben
- 1728 Mitarbeit bei Umbauarbeiten am Aachener Rathaus[3]
- 1730 Haus Nyssen in Eupen (B), Gospertstraße 56
- 1733 Schloss Vaalsbroek in Vaals (NL), nach 1761 Umbau durch Joseph Moretti und Johann Joseph Couven
- 1739 Theresienkirche in Aachen (nach 1945 wieder aufgebaut)
- 1714 und 1748/1749 Kirche St. Peter in Aachen (Backsteinbau)
- 1758/1759 (posthum?) Roskapellchen in Aachen, zugeschrieben
- 1. Hälfte 18. Jahrhundert : Haus De Esch in Vaals (NL), Umbau durch Joseph Moretti
- Haus Haasstraße 42 in Eupen
- Haus Villers oder Cavens in Malmedy (B)
- Panhuys in Mechelen
- Haus Eich in Aachen (nach Teilzerstörung im Zweiten Weltkrieg teilweise wieder aufgebaut)

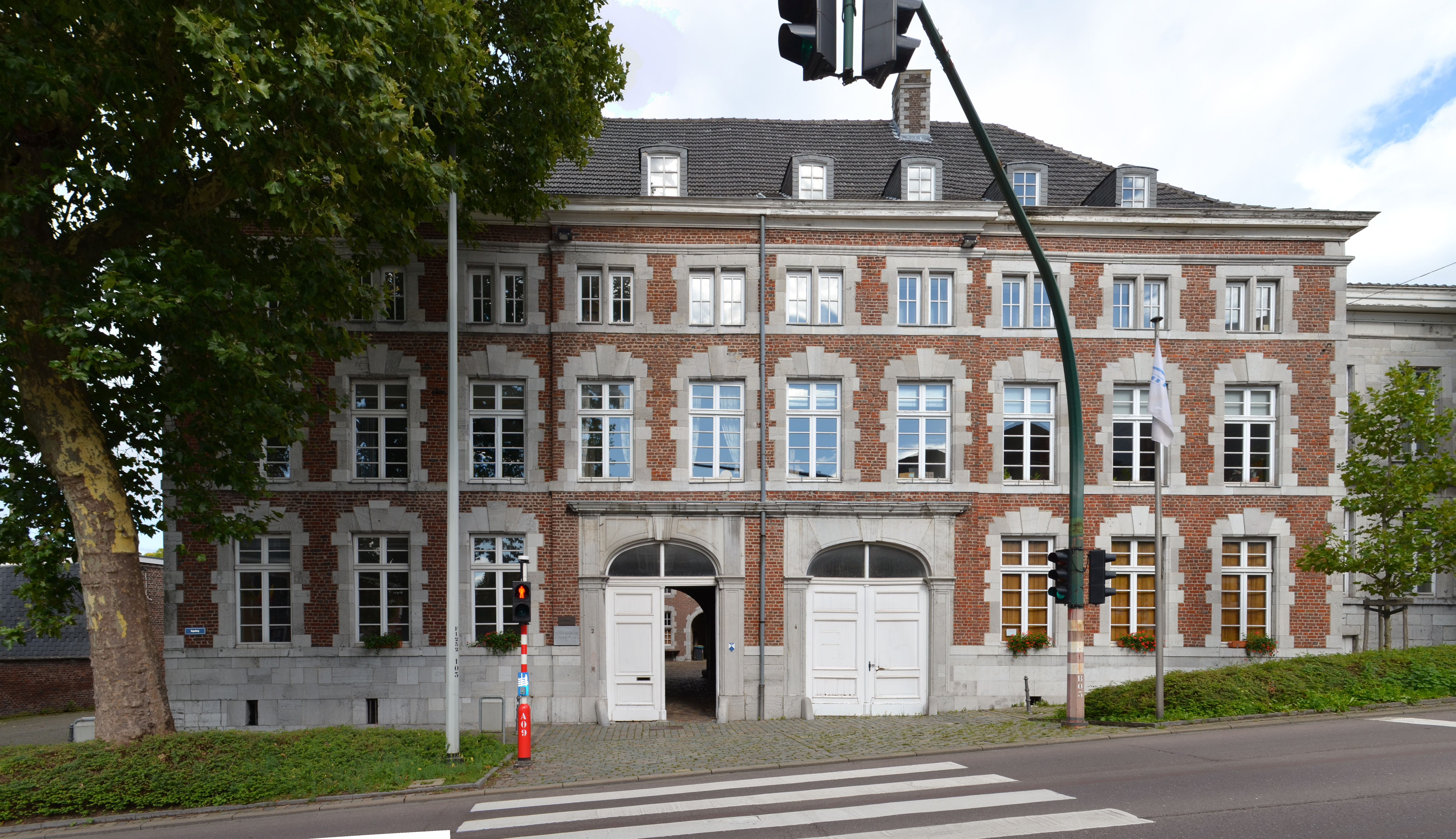
Haus Rehrmann in Eupen
Innenhof des Hauses Rehrmann in Eupen
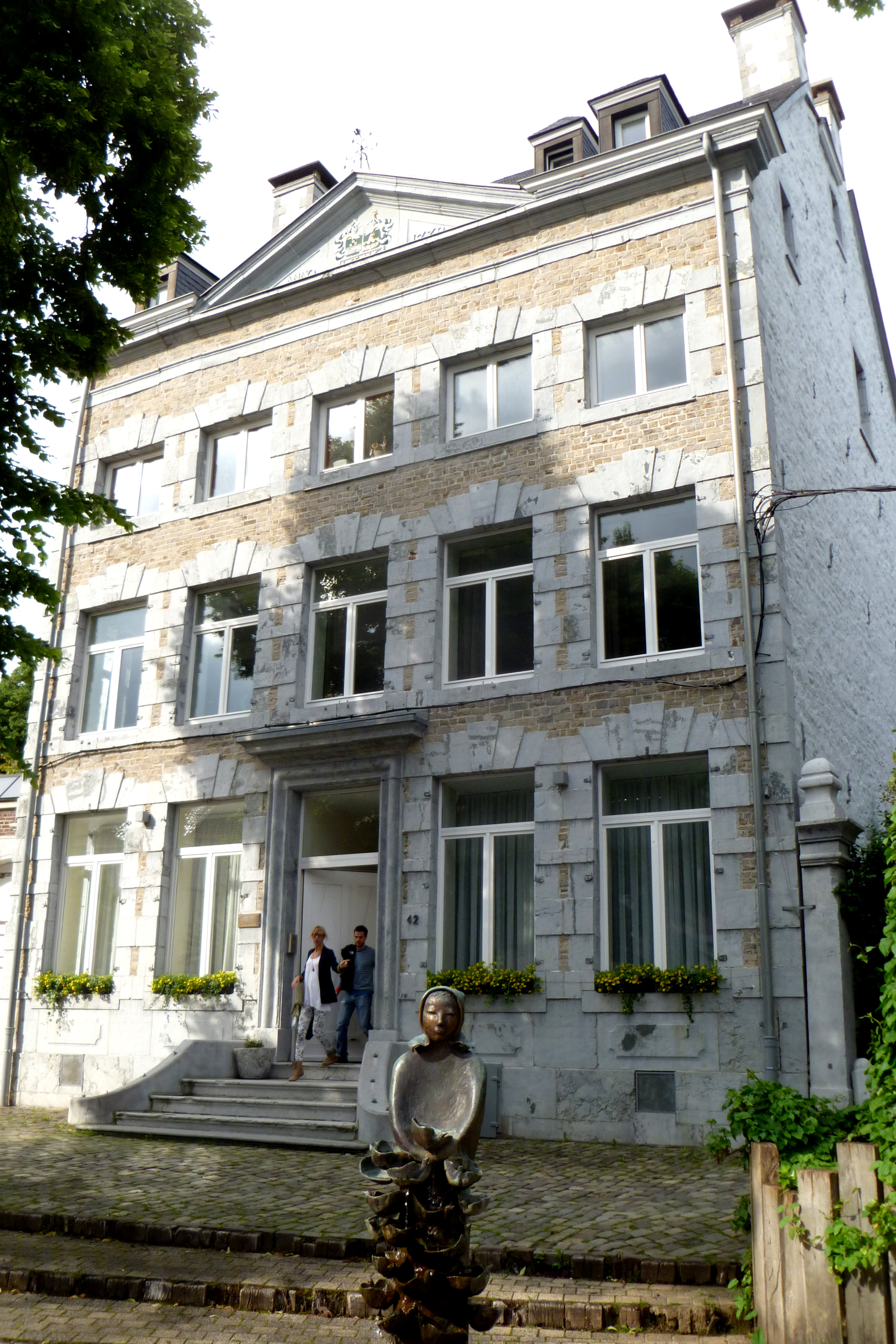
Haus Haasstraße 42 in Eupen
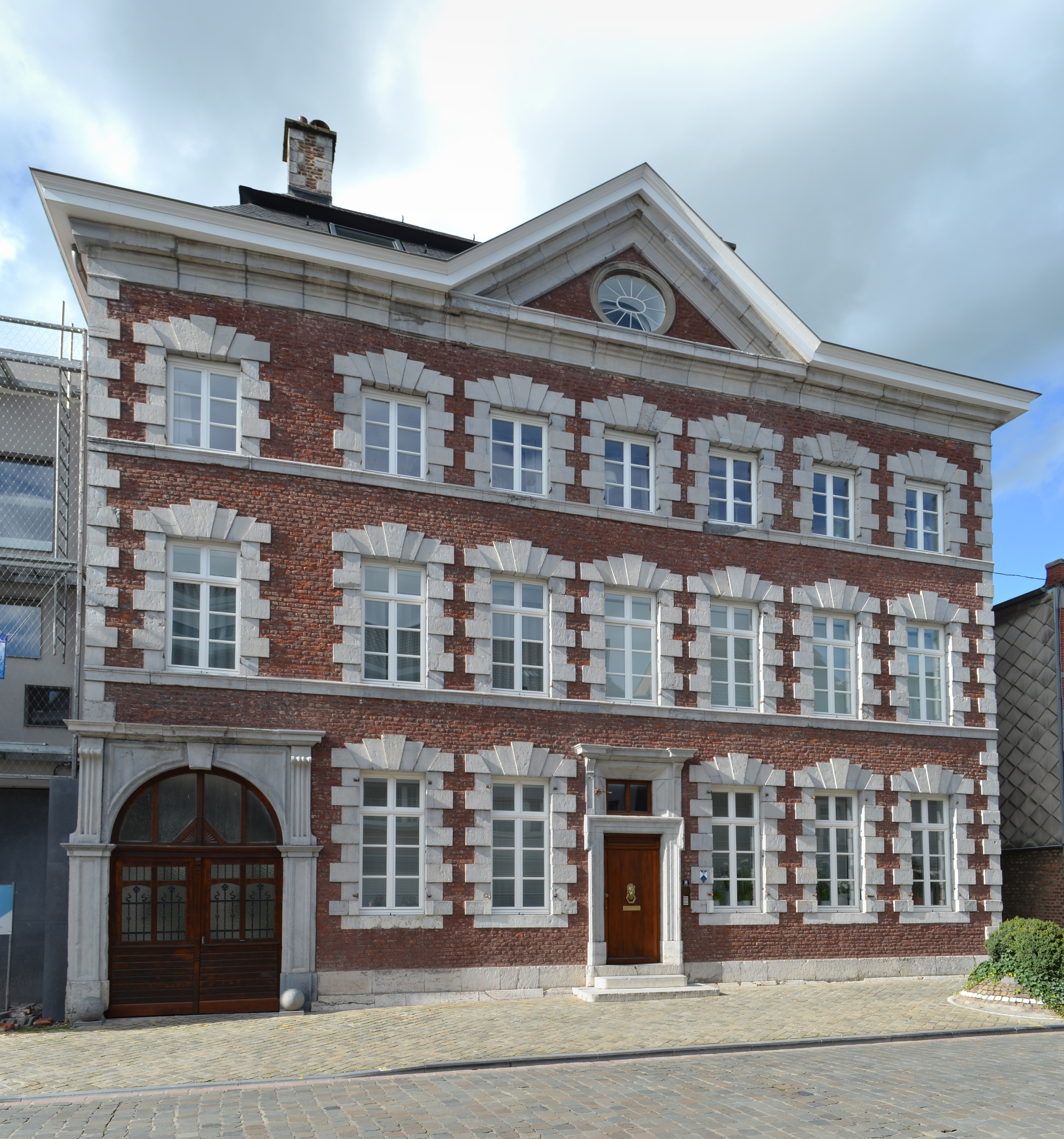
Haus Nyssen in Eupen
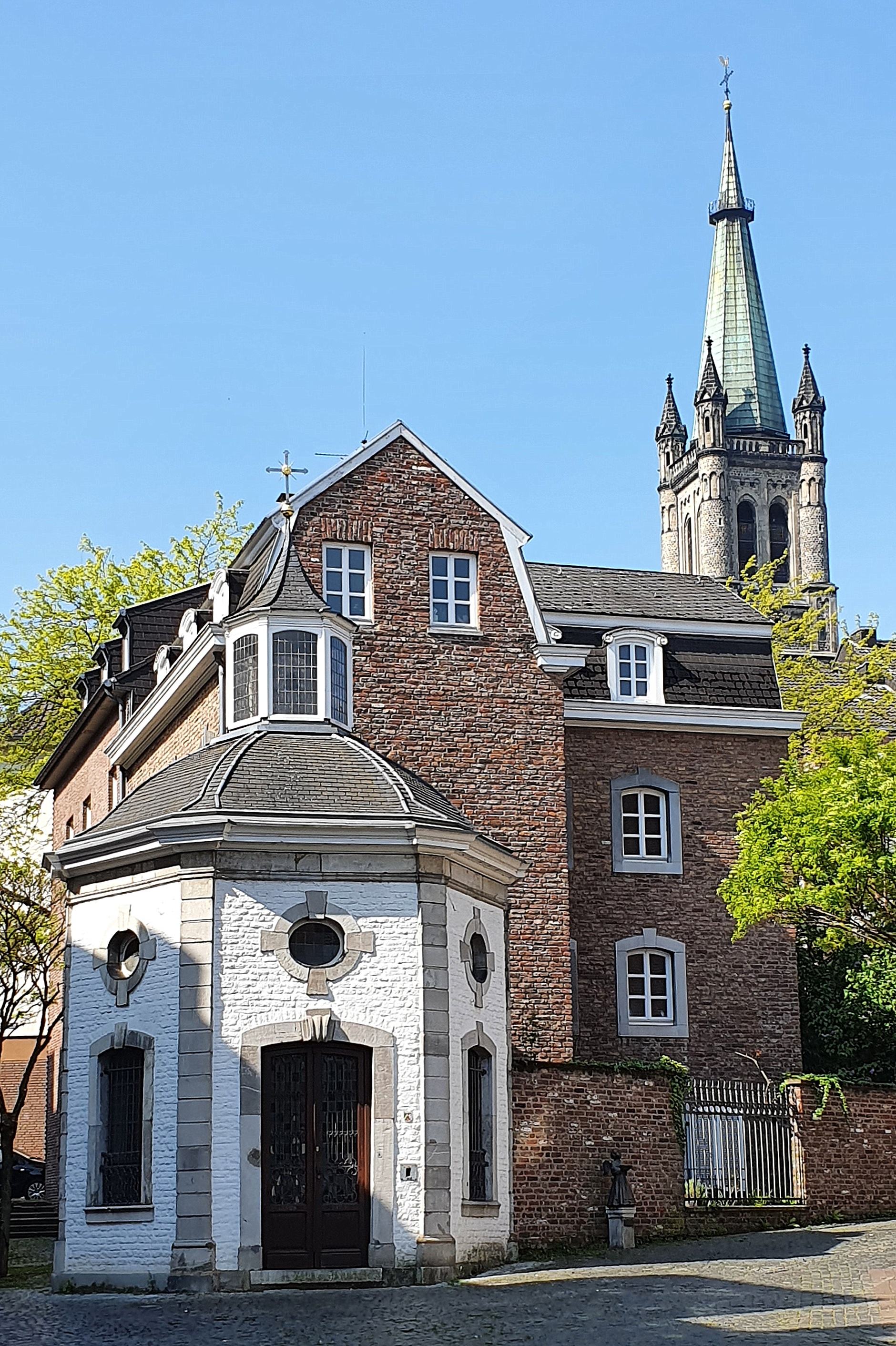
„Roskapellchen“ in Aachen
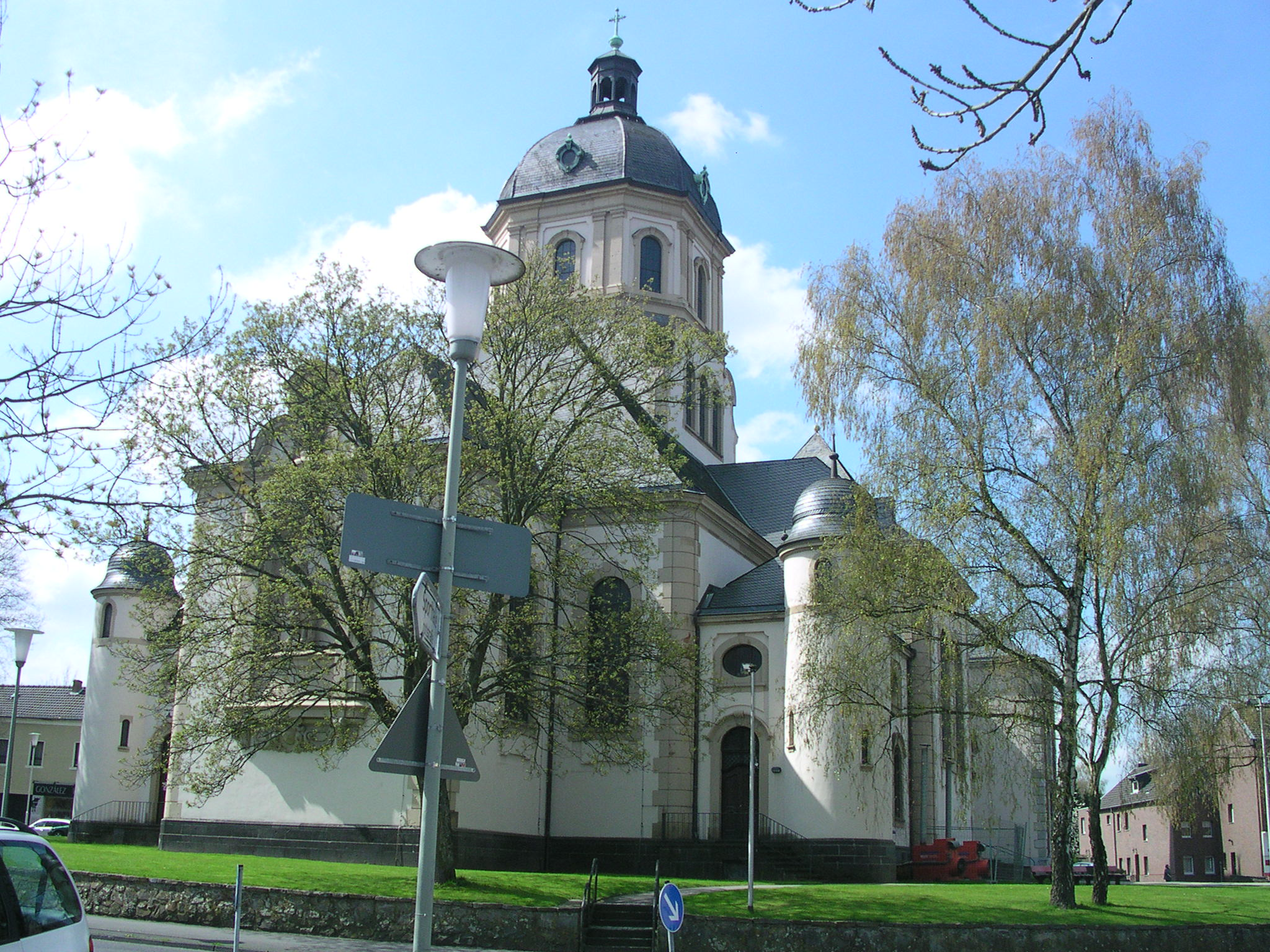
Kirche St. Sebastian in Würselen
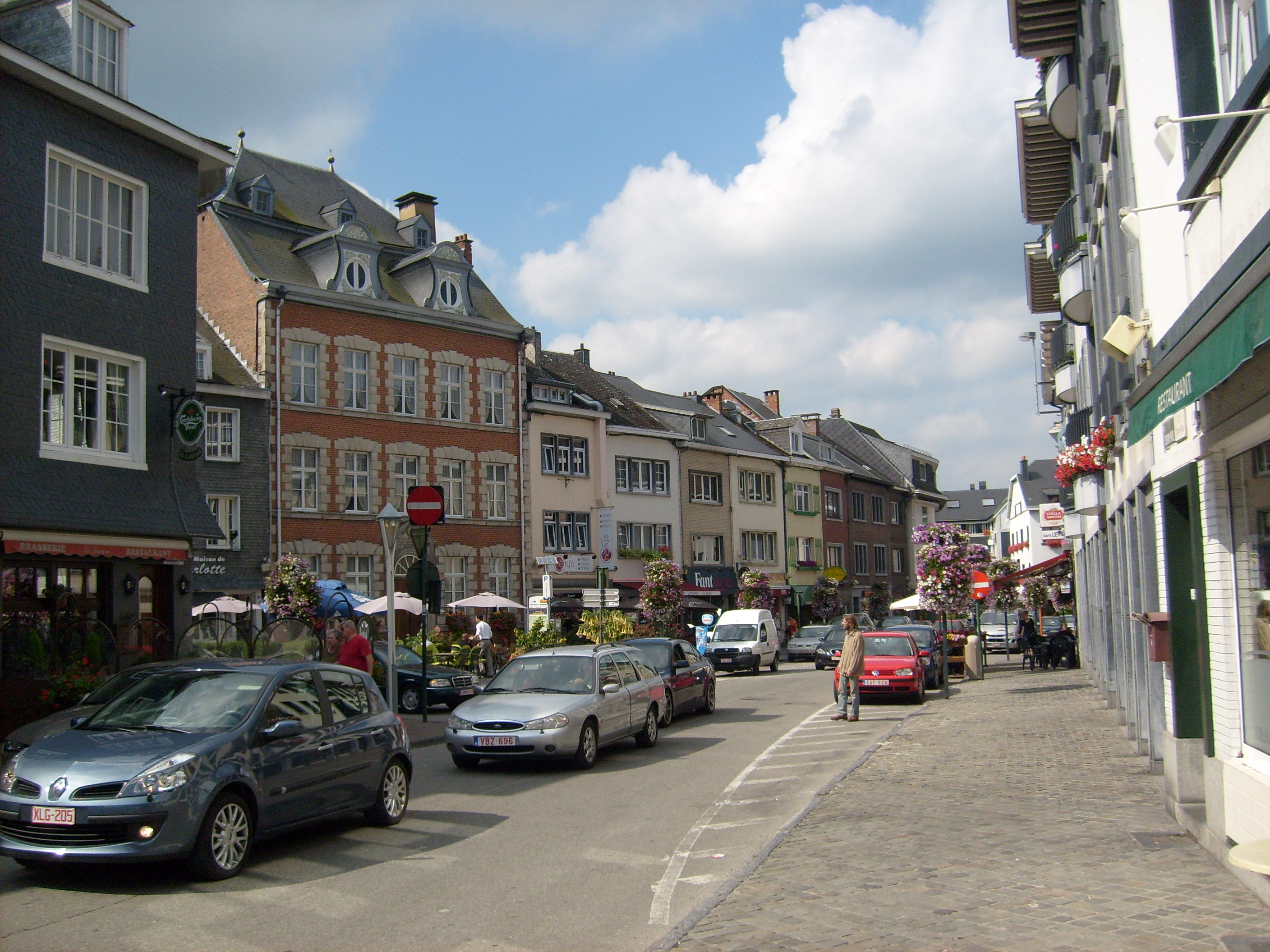
Villers oder Cavenshaus in Malmedy
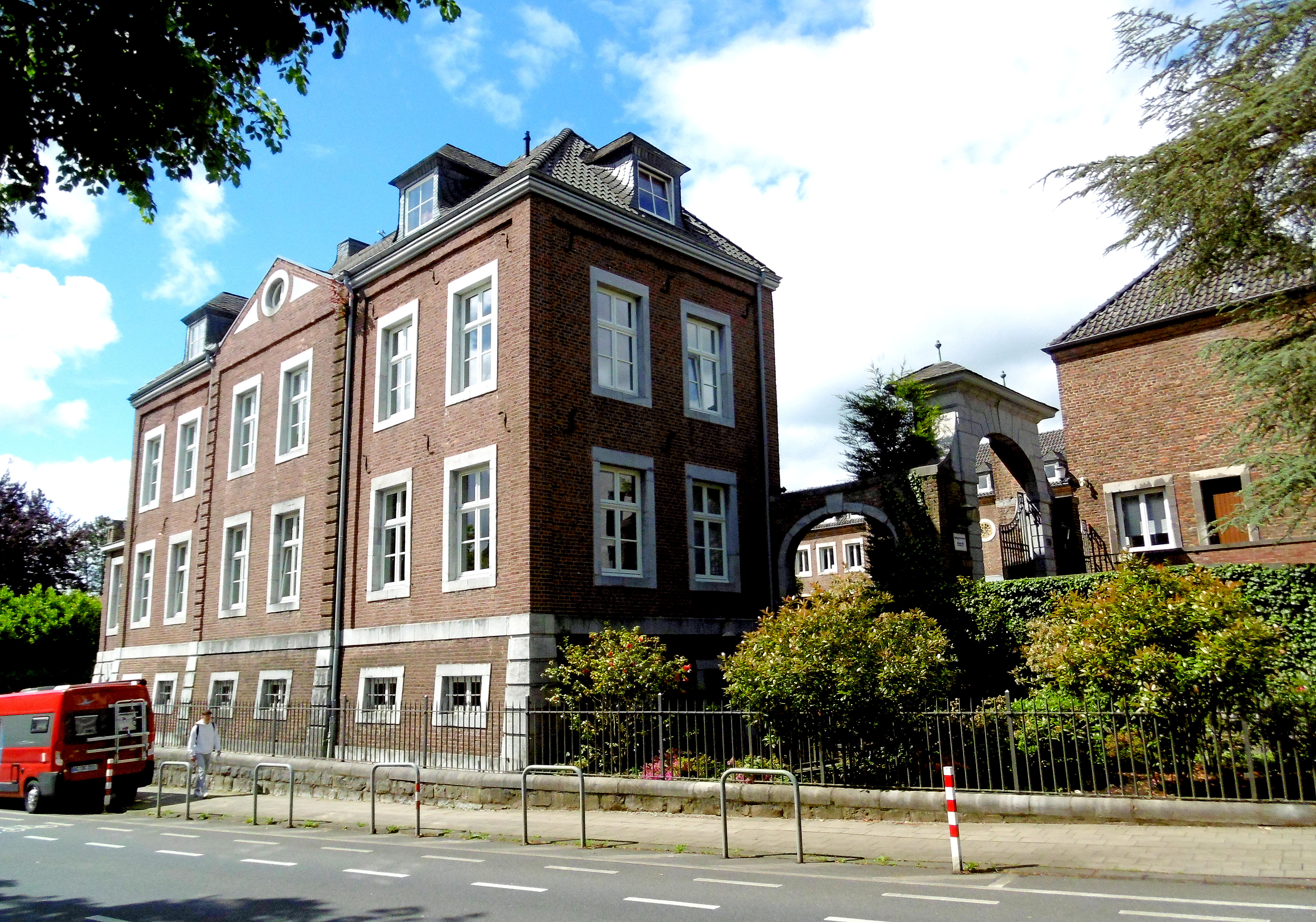
Haus Eich

### Nicht erhaltene oder nicht ausgeführte Bauten
- um 1700: Bauleitung bei Wiederaufbau des alten Ursulinenklosters Aachen an der Adelgundisstraße, heute Ursulinerstraße, Mefferdatis zugeschrieben[4]
- 1703: Loretokapelle in St. Nikolaus Aachen, 1894 niedergelegt[5]
- 1705 Kapelle des Kapuzinerklosters Aachen am heutigen Theaterplatz
- 1735: Bauzeichnung für Neubau des Annuntiatenklosters Aachen, nicht ausgeführt
- 1735: Haus Pontstraße 133 in Aachen, für den Werk- und Forstmeister Paul Kahr und seine Frau Katharina geb. Brammertz. Das Kahrsche Wappen schmückte den Bau.[6]
- 1739: Bauzeichnung für das Karmelitinnenkloster Aachen an der Pontstraße
- Profanbauten: Hauptstraße 37, 39, 64 in Burtscheid, Markt 45 sowie Jakobstraße 23 und 80

## Ehrungen
In Anerkennung seiner Verdienste hat die Stadt Aachen 1972 die vormalige Corneliusstraße, die an der rückwärtigen Front des im Zweiten Weltkrieg zerstörten Corneliusbades liegt, nach Mefferdatis umbenannt und befindet sich unweit des Londoner Hofs in der Kleinkölnstraße 18.